# Martigny-sur-l’Ante
Martigny-sur-l’Ante település Franciaországban, Calvados megyében. Lakosainak száma 322 fő (2022. január 1.). Martigny-sur-l’Ante Fourneaux-le-Val, Leffard, Les Loges-Saulces, Noron-l’Abbaye, Pierrepont, Saint-Germain-Langot, Saint-Martin-de-Mieux és Villers-Canivet községekkel határos.

## Népesség
A település népessége az elmúlt években az alábbi módon változott:
| Lakosok száma | 206  | 253  | 288  | 320  | 315  | 311  | 319  | 325  | 328  | 322  |
|               | 1968 | 1982 | 1990 | 2006 | 2013 | 2015 | 2017 | 2019 | 2020 | 2022 |